# 2017年5月中國大陸

## 5月5日
- 中国首架自行研制民航飞机C919在上海浦东国际机场成功试飞，中共中央和国务院发出贺电[1]。

## 5月6日
- 凡伟称电荷不存在事件, 民间科学家凡伟冒用云南大学的学生身份在中国科学院科技论文预发布平台（ChinaXiv）上发布论文, 声称论证了电荷不存在, 引发物理领域, 科研人员, 相关高校及网络上较多关注和对于民科的讨论[2]。

## 5月7日
- 国家最高科学技术奖得主、数学家吴文俊在家中摔倒后发脑出血送至北京医院，最终因病医治无效去世，享年97岁[3]。

## 5月9日
- 网监等部门严厉封杀涉及死亡游戏蓝鲸的网络群组[4]。

## 5月10日
- 前中华人民共和国外交部部长、国务委员、国务院副总理钱其琛在北京因病去世，享年90岁[5]。

## 5月11日
- 新疆喀什塔什库尔干县发生里氏5.5级地震，至少造成8人死亡，23人受伤[6]。

## 5月12日
- 蠕虫勒索软件WannaCry攻击席卷中国大陆，数十家高校学生及多地公安网络遭受袭击[7][8]。

## 5月14日
- “一帶一路”国际合作高峰论坛在雁栖湖国家会议中心开幕，国家主席习近平出席开幕式并发表主旨演讲[9]。

## 5月23日
- 中国乌镇围棋峰会在乌镇开幕，排名世界第一的中国棋手柯洁首轮对阵AlphaGo的比赛以1/4子告负[10]。
- 中共中央总书记、国家主席、中央军委主席、中央全面深化改革领导小组组长习近平主持召开中央全面深化改革领导小组第三十五次会议[11]。李克强、刘云山、张高丽出席会议[12]。

## 5月27日
- 上午8时32分，山东省高级人民法院公开开庭审理于欢故意伤害案，此前3月，于欢案曾引爆中国大陆社会舆论，引起广泛关注。
- 国台办发言人安峰山证实李明哲因涉嫌“颠覆国家政权罪”被湖南省安全机关依法逮捕[13]。